# Pycnonotus nigricans
Pycnonotus nigricans é uma espécie de ave da família Pycnonotidae.
Pode ser encontrada nos seguintes países: Angola, Botswana, Lesoto, Namíbia, África do Sul, Essuatíni, Zâmbia e Zimbabwe.
Os seus habitats naturais são: savanas áridas e matagal árido tropical ou subtropical.